# Pegesimallus srilankensis
Pegesimallus srilankensis är en tvåvingeart som beskrevs av Jason Gilbert Hayden Londt 1980. Pegesimallus srilankensis ingår i släktet Pegesimallus och familjen rovflugor.
Artens utbredningsområde är Sri Lanka. Inga underarter finns listade i Catalogue of Life.